# La corta notte delle bambole di vetro
La corta notte delle bambole di vetro è un film del 1971, scritto e diretto da Aldo Lado.

## Trama
Sul lettino d'un obitorio, il corpo del giornalista americano Gregory Moore attende d'essere sottoposto ad autopsia. Ma l'uomo, in realtà, non è ancora defunto: precipitato in uno stato catalettico, è ben consapevole di quanto sta avvenendo e ricorda tutto quello che gli è successo. Indagando sulla scomparsa della giovane Mira (ultima vittima di un presunto serial killer) il reporter ha scoperto che il locale notturno "Club 99" serve da copertura ad un'organizzazione segreta esoterica, capeggiata dal medico Karting.
Alla fine del film, si rivela che è lo stesso professore a ridurre il cronista in fin di vita.

## Produzione
Si tratta del primo film diretto da Aldo Lado.
Originariamente, per il ruolo di Moore, il regista aveva pensato di dare la parte a Terence Hill.
Il direttore della fotografia, Giuseppe Ruzzolini, fu licenziato per diversi scontri avuti con il cineasta.
La maggior parte delle scene sono state girate presso Zagabria e Praga. Gli interni, invece, vennero ricreati negli Studi De Paolis di Roma.

## Distribuzione
Distribuita nelle sale italiane il 30 maggio del 1972, la pellicola venne esportata, in seguito, all'estero. É conosciuta col titolo internazionale Short Night of Glass Dolls.
Il film è presente in formato home video e nelle piattaforme streaming principali.

## Accoglienza
Morando Morandini, nel suo dizionario omonimo, recensisce positivamente il lavoro di Lado («film cult (...) con atmosfere alla Roman Polanski»). Dello stesso avviso è anche la piattaforma Fantafilm («l'assunto è vicino a quello del cinema impegnato "post-68"»).